# Mohit Grewal
Mohit Grewal (ur. 20 grudnia 1999) – indyjski zapaśnik walczący w stylu wolnym. 
Brązowy medalista igrzysk wspólnoty narodów w 2022. Trzeci na mistrzostwach Azji U-23 w 2022 i juniorów w 2018 roku.